# Chris Duarte
Christopher Theoret Duarte (ur. 13 czerwca 1997 w Montrealu) – dominikański koszykarz, występujący na pozycji rzucającego obrońcy, aktualnie zawodnik Sacramento Kings.
W 2017 wystąpił w meczu wschodzących gwiazd - Jordan Classic Regional.
W 2021 reprezentował Indianę Pacers podczas rozgrywek letniej ligi NBA w Las Vegas.
6 lipca 2023 został zawodnikiem Sacramento Kings.

## Osiągnięcia
Stan na 2 października 2023, na podstawie, o ile nie zaznaczono inaczej.
NJCAA
- Uczestnik rozgrywek Elite 8 NJCAA (2018, 2019)
- Mistrz:
  - konferencji Panhandle (2018, 2019)
  - stanu FCSAA (2018)
- Koszykarz roku:
  - NJCAA (2019 według NABC)
  - konferencji Panhandle (2019)
- MVP meczu gwiazd NJCAA (2019)
- Zaliczony do:
  - I składu:
    - All-American (2019)
    - All-Panhandle (2018, 2019)
- Zawodnik tygodnia NJCAA DI (11.11.2018)

NCAA
- Uczestnik rozgrywek Sweet 16 turnieju NCAA (2021)
- Mistrz sezonu regularnego konferencji Pac-12 (2020, 2021)
- Koszykarz roku Pac-12 (2021 według Associated Press)
- Międzynarodowy koszykarz roku (2021 według NetScouts Basketball)
- Laureat Jerry West Award (2021)[4]
- Zaliczony do:
  - I składu:
    - Pac-12 (2021)
    - defensywnego Pac-12 (2021)

  - II składu All-America (2021 przez Sports Illustrated)
  - III składu:
    -       - All-America (2021 przez Associated Press, USBWA, The Athletic, College Hoops Today/Jon Rothstein and Basketball Times)
      - All-International (2020 przez NetScouts Basketball)

  - składu honorable mention:
    - Pac-12 (2020)
    - defensywnego Pac-12 (2020)
- Zawodnik tygodnia Pac-12 (30.12.2019, 27.01.2020, 4.01.2021, 8.03.2021)

NBA
- Zaliczony do II składu debiutantów NBA (2022)[5]